# Kristineberg (metropolitana di Stoccolma)
Kristineberg è una stazione della metropolitana di Stoccolma.
Geograficamente situata presso l'omonimo quartiere, a sua volta compreso all'interno della circoscrizione di Kungsholmen, la fermata è posizionata sul percorso della linea verde della rete metroviaria locale tra le stazioni Thorildsplan e Alvik.
È ufficialmente entrata in funzione il 26 ottobre 1952, in concomitanza con l'apertura dell'intero tratto da Hötorget a Vällingby.
La piattaforma si trova in superficie, parallela all'importante arteria stradale Drottningholmsvägen, ed è accessibile dall'ingresso ubicato sul viale Nordenflychtsvägen. La progettazione della stazione venne affidata all'architetto Peter Celsing, mentre nel 1991 l'artista Carina Wallert ha apportato contributi artistici decorativi.
L'utilizzo medio quotidiano durante un normale giorno feriale è pari a 5.100 persone circa.

## Tempi di percorrenza
| Linea | Capolinea       | Tempo  | Stazione                       | Tempo                |
| T17   | Åkeshov         | 10 min | T-Centralen Gamla stan Slussen | 12 min 13 min 15 min |
| T17   | Skarpnäck       | 31 min | T-Centralen Gamla stan Slussen | 12 min 13 min 15 min |
| T18   | Alvik           | 3 min  | T-Centralen Gamla stan Slussen | 12 min 13 min 15 min |
| T18   | Farsta strand   | 36 min | T-Centralen Gamla stan Slussen | 12 min 13 min 15 min |
| T19   | Hässelby strand | 22 min | T-Centralen Gamla stan Slussen | 12 min 13 min 15 min |
| T19   | Hagsätra        | 35 min | T-Centralen Gamla stan Slussen | 12 min 13 min 15 min |